# Medialuna (infraestructura deportiva)

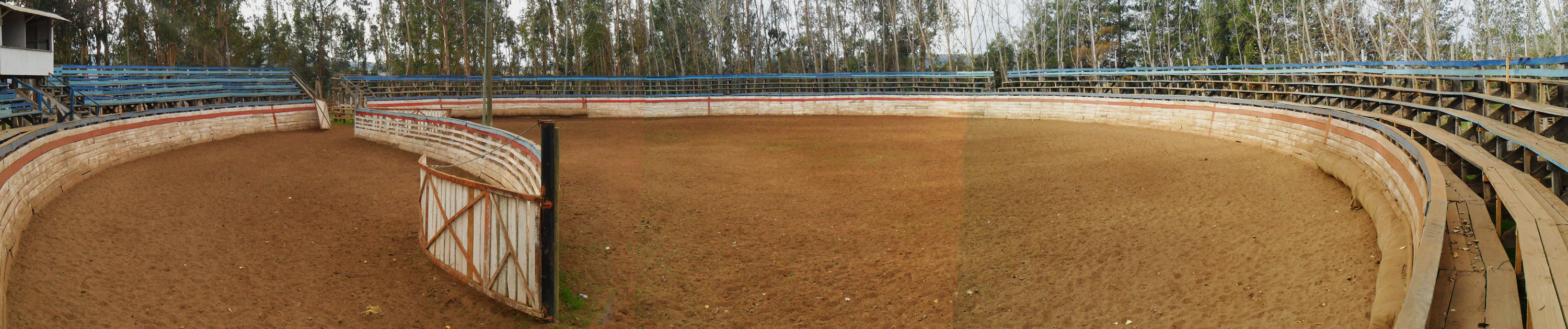
Medialuna de La Estrella.

La medialuna es la infraestructura deportiva que alberga el rodeo.  Su forma es circular con un radio de 20 a 25 metros y fue bautizada así debido a la figura geométrica apreciada. En su costado oeste se ubica el apiñadero, que es el lugar donde se inicia la carrera y tiene de 18 a 22 metros de radio. En los costados norte y sur se ubican frente a frente las atajadas, una zona de 12 metros de sacos acolchados, donde se tiene que atajar al novillo.
La distancia entre cada atajada es de 64 a 66 metros. Esta distancia, jinetes y caballos la recorren cuatro veces, tres para atajar y la última para echar al novillo fuera de la medialuna.
Toda esta acción se conoce como carrera corrida. Antes de cada atajada existe una señal, llamada línea de postura, ubicada a 10 metros de esta, en la que se obliga al caballo que va a atajar debe ir, al menos, con uno de sus pechos en contacto sobre el novillo.  
Actualmente en Chile existen más de 500 medialunas, municipales y particulares. Pero la gran mayoría son antiguas y están en muy mal estado, casi todas están construidas de madera y necesitan ser reparadas frecuentemente. Dentro de las pocas medialunas de buen nivel que hay en Chile se destaca la medialuna techada de Osorno y la Medialuna Monumental de Rancagua, que es uno de los mejores centros deportivos del país.

## Historia
Los primeros rodeos se realizaban al campo libre bajo el mandato del gobernador García Hurtado de Mendoza, juntando el ganado en la Plaza de Armas de Santiago, pero gran parte del ganado se perdía por lo tanto se necesitó construir un sitio rectangular para contar el ganado.
A fines del siglo XVII se escribieron los primeros reglamentos del rodeo, la pista en que se separaba el ganado tomó la forma rectangular y tenía una longitud de 75 metros.
En 1860 se impuso definitivamente la medialuna. El corral cambió su forma rectangular dándole paso a la circunferencia que hoy conocemos, la que en su interior posee un apiñadero en donde se encerraban 30 cabezas de ganado y desde el cual cada pareja debía sacar el animal de sus marcas sin más ayuda que su habilidad. Con el tiempo surgieron las quinchas donde debía realizarse la atajada y junto con ello los puntajes premiándose la labor con puntos buenos y malos.
A fines del siglo XX el rodeo se comenzó a practicar en Argentina y se construyó una medialuna en  Mendoza.

## Medidas

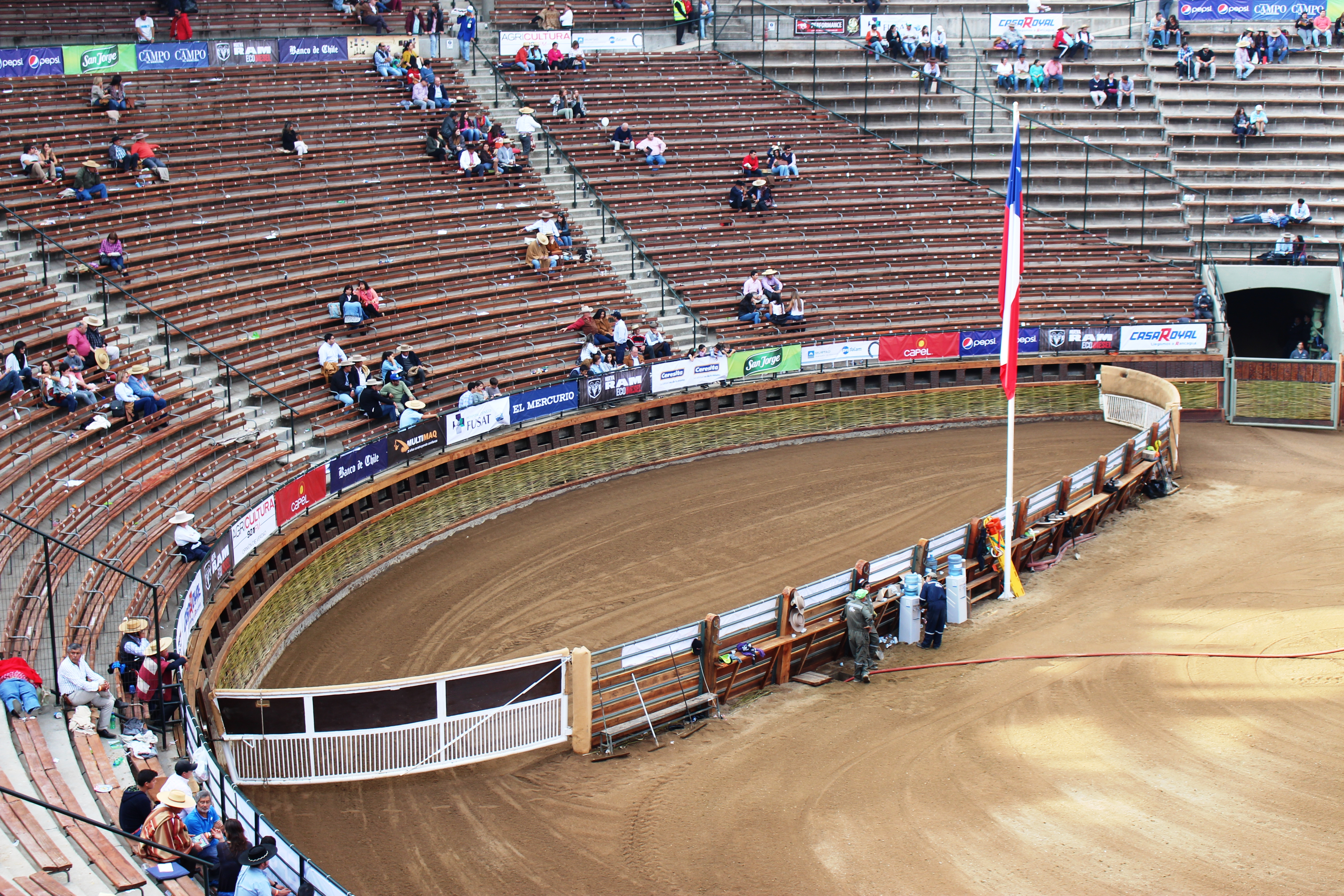
Apiñadero en la Medialuna Monumental de Rancagua.

Estas son las medidas oficiales de una medialuna dispuestas por la Federación del Rodeo Chileno:
- Diámetro: 43 a 44 metros
- Altura en la carrera: 1.90 metros
- Inclinación en la carrera: 0.35 metros
- Altura en la atajada: 2.00 metros
- Inclinación en la atajada: 0.50 a 0.55 metros
- Puertas del apiñadero: 5.50 metros
- Apiñadero: Debe tener una curvatura mínima y medir máximo 13 metros
- Piso: El caballo debe enterrar la mitad de la uña en la arena.

## Apiñadero
Es el lugar donde comienza una carrera en el rodeo. Está ubicada en la parte oeste de la medialuna. Antes de que se inicie una carrera, los huasos esperan a que el novillo salga del toril. En esta zona los jinetes le dan 2 o 3 vueltas, según el tipo de rodeo, para regular la velocidad a la salida.
Un apiñadero debe tener una curvatura mínima y medir máximo 13 metros y tiene 3 puertas, 2 que van a la cancha y una que va al toril.
Antiguamente todos los novillos que eran corridos en un rodeo estaban dentro del apiñadero y los jinetes debían elegir el animal que deseaban correr. Actualmente los novillos están en un corral fuera de la medialuna e ingresan al apiñadero en forma aleatoria.

## Principales
Las principales medialunas de Chile, en orden de capacidad para espectadores, son:
- Medialuna de Rancagua (12000 espectadores)
- Medialuna de San Carlos (8000)
- Medialuna de Malleco (7000)
- Medialuna de Los Andes (6000)
- Medialuna de Cautín (6000)
- Medialuna de Atacama (6000)
- Medialuna de Valdivia (6000)
- Medialuna de Curicó (6000)
- Medialuna de Pemuco (5500)
- Medialuna de Talca (5000)
- Medialuna de Linares (5000)
- Medialuna de Arauco (5000)
- Medialuna de Biobío (5000)
- Medialuna de Peñaflor (5000)
- Medialuna de Osorno (4800)
- Medialuna de Concepción (4500)
- Medialuna de Cordillera (4000)
- Medialuna de Aysén (4000)
- Medialuna de La Serena (3000)
- Medialuna de Las Condes [cita requerida]
- Medialuna de La Florida [cita requerida]
- Medialuna de Peñalolén [cita requerida]